# Amphitecna sessilifolius
Amphitecna sessilifolius là một loài thực vật]] thuộc họ Bignoniaceae. Loài này có ở Costa Rica và Panama. Chúng hiện đang bị đe dọa vì mất môi trường sống.